# Стратегическая стабильность
Стратегическая стабильность (также стратегическая устойчивость) — термин международных отношений, обозначающий длительную устойчивость баланса устрашения по отношению к воздействию дестабилизирующих факторов. Термин употребляется и в более широком смысле устойчивости существующего миропорядка. В. З. Дворкин отмечает современную девальвацию прилагательного «стратегическая» и предлагает использовать термины «глобальная/трансрегиональная/региональная стабильность» для описания устойчивости баланса сил и интересов на разных уровнях.
В основе стратегической стабильности лежит возможность для страны-жертвы первого удара нанести ответный удар возмездия с «неприемлемым» ущербом для агрессора, то есть неспособность любой из сторон вывести в ходе первого удара из строя все или почти все стратегические силы оппонента.

## История
Возникновение русского термина в современном значении слова относится к 1980-м годам, в 1990 году совместное заявление руководителей СССР и США определило стратегическую стабильность как соотношение ядерных сил сторон, при котором не возникает искушения нанести первый удар. Этот взгляд на стратегическую стабильность был воплощён в договорах СНВ-1 (1991), СНВ-2, в рамочном соглашении по СНВ-3 и в новом договоре СНВ-3 (2010).
Эволюция понятия в РФ связана с увеличением разнообразия дестабилизирующих факторов: к традиционной озабоченности России по поводу систем противоракетной обороны, ядерных сил Великобритании и Франции, космических вооружений и противолодочной обороны в 2010-х годах добавились разрушение режима нераспространения ядерных и ракетных технологий, появление высокоточного неядерного оружия, возможность ядерного терроризма, многочисленные новые войны, чреватые эскалацией. В. З. Дворкин предполагает, что в перспективе дестабилизирующими станут также войны за ресурсы.